# Tweede Kamerverkiezingen 1981/Kandidatenlijst/SP
De kandidatenlijst voor de Tweede Kamerverkiezingen 1981 van de Socialistiese Partij (SP) was als volgt:

## De lijst
1. Hans van Hooft - 21.497 stemmen
2. Daan Monjé - 770
3. Tiny Kox - 504
4. Joke Aardoom-van Ballegooijen - 2.850
5. Remi Poppe - 577
6. Wieneke Jaspers-Weusten - 331
7. Joke Lash-Riem - 353
8. Eva Cremers-Hartman - 295
9. Jan Paul van der Molen - 210
10. Elly Roetgerink - 119
11. Jan Kater - 188
12. Paul Schlebusch - 189
13. Herman Lamers - 212
14. Thea Adema - 90
15. Jan Marijnissen - 263
16. Hanneke Vergeer-Hannink - 73
17. Joris Langendam - 105
18. Jan de Wit - 496
19. Willem de Vroomen - 68
20. Frits Manders - 276
21. Bob Ruers - 117
22. Sjoerd Brunia - 111
23. Cor Vergeer - 100
24. Luc Klasen - 68
25. Hugo Polderman - 59
26. Paulus Jansen - 135
27. Bouke Steensma - 32
28. Jos Palm - 46
29. Kok Kraaijeveld - 89
30. Jean Rouwet - 157

PvdA · CDA · VVD · D'66 · SGP · PPR · CPN · GPV · PSP · Rechtse Volkspartij · DS'70 · RKPN · Partij van Rijksgenoten · Kleine Partij · God Met Ons · Nederlandse Evolutie Partij · Leefbaar Nederland · SP · De Vrede Partij · RPF · Realisten '81 · IKB · NVU · Centrumpartij · Partij tot Likwidatie van Nederland · Wereld Welzijns Bewustwording · EVP · SOS
1977 · 1981 · 1982 · 1986 · 1989 · 1994 · 1998 · 2002 · 2003 · 2006 · 2010 · 2012 · 2017 · 2021 · 2023